# Hylkje
Hylkje is een plaats in de Noorse gemeente Bergen, provincie Vestland. Hylkje telt 2002 inwoners (2007) en heeft een oppervlakte van 2,4 km².